# SennaRin
SennaRin (茜雫 凛, Senna Rin, nascida em 23 de setembro de 2001) é uma cantora, letrista e ilustradora japonesa. Iniciando sua carreira fazendo covers de músicas de J-pop e anime songs, ela estreou como artista solo em 13 de abril de 2022, com o lançamento do EP Dignified. Duas faixas do EP, "dust" e "melt", foram usadas como temas de abertura e encerramento na série de filmes de anime The Legend of the Galactic Heroes: Die Neue These Gekitotsu. O primeiro single de SennaRin, "Saihate", foi usado como encerramento do anime Bleach: Thousand-Year Blood War.

## Carreira
SennaRin nasceu na província de Fukuoka, em 2001. Em 2019, ela iniciou um canal no YouTube e começou a enviar covers de músicas populares japonesas, principalmente aquelas apresentadas em anime .
No início de 2022, SennaRin fez três pré-lançamentos de faixas do EP Dignified —todas utilizadas em projetos de colaboração. A primeira faixa, “dust”, foi lançada em 3 de março de 2022; foi usada como tema de abertura na série de filmes de anime The Legend of the Galactic Heroes: Die Neue These Gekitotsu. A segunda faixa, "BEEP", lançada em 7 de março de 2022, foi usada como música tema de Rugby 2022 do canal J Sports. A terceira faixa, "melt", lançada em 13 de março de 2022, foi usada como tema de encerramento da série de filmes de anime The Legend of the Galactic Heroes: Die Neue These Gekitotsu.
No dia 13 de março de 2022, SennaRin participou do evento ao vivo "Hiroyuki Sawano LIVE [nZk]007", no Tokyo International Forum . O evento teve apresentações dela e de outros cantores convidados, sendo posteriormente transmitido para o público estrangeiro.
As apresentações de SennaRin no YouTube, que já receberam mais de 9 milhões de visualizações, chamaram a atenção do compositor e produtor musical japonês Hiroyuki Sawano, levando-o a produzir seu primeiro EP Dignified . O EP, lançado em 13 de abril de 2022, alcançou a posição 59 na Oricon .
Seu primeiro show ao vivo, "HIGH FIVE 2022", foi realizado em 15 de abril de 2022, em sua cidade natal, Fukuoka.
No dia 18 de junho de 2022, na Arábia Saudita, SennaRin realizou seu primeiro show solo de sua carreira. O evento aconteceu no Anime Village, em Jeddah, com ela cantando 16 músicas.
SennaRin se apresentou no Animethon 2022, convenção de anime que aconteceu em agosto de 2022, em Edmonton, Canadá. Ela também participou de um concerto ao vivo no Shibuya WWWX em 7 de outubro. Em 2023, ela se apresentou na Anime Friends.
SennaRin lançou seu primeiro single, "Saihate", em 23 de novembro de 2022. A música foi usada como tema de encerramento do anime Bleach: Thousand-Year Blood War, que foi ao ar em outubro de 2022.

## Estilo musical e influências
SennaRin é definida como um "cantora pop da próxima geração", descrita como tendo uma voz atraente, rouca e suave. Ela também é tida como uma cantora com um "tom baixo característico e um senso de transparência".

## Discografia

### EPs
| Título    | Detalhes                                                                                            | Ranking de vendas |
| Título    | Detalhes                                                                                            | Japão             |
| --------- | --------------------------------------------------------------------------------------------------- | ----------------- |
| Dignified | - Lançado: 13 de abril de 2022 - Gravadora: Sacra Music - Formatos: CD, download digital, streaming | 59                |

### Singles
| Título    | Detalhes                                                                                               | Ranking de vendas | Álbum |
| Título    | Detalhes                                                                                               | Japão             | Álbum |
| --------- | --- | ----------------- | ----- |
| "Saihate" | - Lançado: 23 de novembro de 2022 - Gravadora: Sacra Music - Formatos: CD, download digital, streaming | 48                |       |